# Сент-Ибар (Арьеж)
Сент-Иба́р (фр. Saint-Ybars) — коммуна во Франции, находится в регионе Юг — Пиренеи. Департамент коммуны — Арьеж. Входит в состав кантона Ле-Фосса. Округ коммуны — Памье.
Код INSEE коммуны — 09277.

## Население
Население коммуны на 2008 год составляло 649 человек.
| 1962 | 1968 | 1975 | 1982 | 1990 | 1999 | 2008 |
| ---- | ---- | ---- | ---- | ---- | ---- | ---- |
| 635  | 654  | 524  | 476  | 512  | 561  | 649  |

## Экономика
В 2007 году среди 410 человек в трудоспособном возрасте (15—64 лет) 300 были экономически активными, 110 — неактивными (показатель активности — 73,2 %, в 1999 году было 70,1 %). Из 300 активных работали 270 человек (148 мужчин и 122 женщины), безработных было 30 (11 мужчин и 19 женщин). Среди 110 неактивных 32 человека были учениками или студентами, 34 — пенсионерами, 44 были неактивными по другим причинам.

## Города-побратимы
- Сент-Ибар (Франция)